# Johannes Schütz von Leerodt
Johannes Schütz von Leerodt (* 13. Juni 1872 in Paderborn; † 24. Juni 1953 in Haus Hülhoven) war ein preußischer Ministerialbeamter, Jurist und Landrat.

## Leben
Der katholische unverheiratet gebliebene Johannes Schütz von Leerodt war ein Sohn des Rittergutsbesitzers und Kammerherrn Robert Joseph Johann Georg Freiherr Schütz von Leerodt (* 18. August 1837 in Erfurt) und dessen Ehefrau Anna Huberta, geb. Michels (* 1. Dezember 1846 in Köln). Nachdem er 1890 das Reifezeugnis an einem Gymnasium in Wiesbaden erlangt hatte, absolvierte er bis 1893 ein Studium der Rechts- und Staatswissenschaften in Straßburg, München, Berlin und Bonn. Nach der am 24. Juni 1893 erfolgten Ersten juristischen Staatsprüfung in Köln, wurde er am 28. Juli 1893 zum Gerichtsreferendar ernannt, worauf er eine Ausbildung bei den Amtsgerichten Geilenkirchen und Neuss sowie beim Landgericht und der Staatsanwaltschaft Düsseldorf begann. Im Oktober 1893 kam er als Einjährig-Freiwilliger zum Husaren-Regiment „Kaiser Nikolaus II. von Russland“ (1. Westfälisches) Nr. 8 nach Neuhaus (Paderborn). Im Anschluss einer von Ende 1896  bis August 1897 dauernden Beurlaubung, wurde er am 16. August 1897 Regierungsreferendar bei der Regierung Aachen. Als Regierungsassessor ab dem 24. September 1900 beim Landratsamt Strelno beschäftigt, wurde er nachfolgend Hilfsarbeiter beim Landratsamt Düsseldorf. Zum 1. April 1903 wurde er Mitarbeiter im Oberpräsidium der Rheinprovinz in Koblenz, bevor er am 9. September 1905 zum kommissarischen Landrat des Landkreises Saarlouis ernannt wurde, dem am 9. April 1906 die definitive Ernennung folgte. Am 15. Oktober 1917 wurde er Hilfsarbeiter im preußischen Innenministerium, wo er am 31. Januar 1918 zum Geheimen Regierungs- und Vortragenden Rat ernannt wurde. Nach der weiteren Ernennung zum Oberverwaltungsgerichtsrat am 20. Juli 1920 erfolgte die Übernahme in die Reichsverwaltung und am 10. Dezember 1920 wurde er Direktor des Hauptversorgungsamtes Münster.

## Erhebung in den Adelsstand
Am 15. Februar 1539 wurde die Familie (in Person des Hieronymus Schütz, Bürgermeister von Chemnitz und Herrn zu Erdmannsdorf) in Toledo in den rittermäßigen Reichsadel und am 6. Dezember 1885 in den preußischen Freiherrenstand als „Schütz von Leerodt“ in Berlin erhoben.

## Geschwister
- Constanze Maria Caroline Huberta von Schütz (* 1. Januar 1870).[3]
- Leopold Georg Adolf Hubert von Schütz (* 26. November 1873).[3]
- Maria Paulina Wilhelmine Huberta von Schütz (* 10. März 1875).[3]